# 摩寿意善郎
摩寿意 善郎（ますい よしろう、1911年1月23日 - 1977年4月25日）は、日本の美術史家、東京芸術大学名誉教授。

## 略歴
1911年1月23日、父・善太郎、母・ツヤの長男として東京府麻布区に生まれる。1924年3月、区立南山小学校を卒業。麻布中学校に進み、1928年に卒業した。1929年、第一高等学校文科甲類に入学。一高時代に三谷隆正教授のブルクハルト「イタリア・ルネッサンスの文化」の講義をうけたのが、ルネッサンス美術史研究の端緒となった。1932年京都帝国大学文学部に入学したが、翌年東京帝国大学に転じ、1936年3月、同大学文学部美学美術史学科を卒業。論文は「美術史の哲学的基礎」。大学卒業と同時に都新聞（現：東京新聞）に入社し、文化部美術担当記者となる。東大在学時から同人誌『東大派』に参加、同誌は『潮流』と改称、さらに『日暦』と合併した。『日暦』の同人には高見順、渋川驍、新田潤などがいる。
1937年3月に都新聞を退社し、創立されたばかりの日伊学会主事となる。同年10月、イタリア国立ナポリ東洋学院日本学科講師としてイタリアへ赴き、日本語を教授すると同時にイタリア美術の調査研究に従事した。1938年9月にナポリ東洋学院講師の任期を終えて帰国、日伊学会主事に復帰する。日伊学会は1940年に日伊協会へ改組されたが、主事に留任し1941年秋から『日伊文化研究』を発行する。当時、佐々木基一、福永武彦、茂串茂らが嘱託として編集に参加していた。1942年10月、『サンドロ・ボッティチェルリ』（アトリエ社）を刊行、そのほか美術史論稿、評論を発表している。1946年3月、文部省社会教育局事務嘱託（常勤）となり、芸術課において今日出海課長のもとで課長補佐を務め、芸術祭、全国巡回美術展などの企画実施にあたった。また、同年9月から東京音楽学校のイタリア語非常勤講師となり、1949年7月、東京芸術大学音楽学部教授に就任する。同年12月に文部省兼務を解かれ、同時に同大学美術学部において西洋美術史を講義した。1954年、同大学美術学部へ移籍。以降、没するまで西洋美術史、特にイタリア美術史を講じて多くの後進を指導した。
1955年8月、イタリア共和国より騎士勲章を授与され、同年11月にはローマ大学客員教授としてイタリアに渡り、1956年12月まで滞在した。1967年12月、東京芸術大学美術学部長に就任、1973年12月まで3期にわたり美術学部長を務めた。その間、大学紛争、学部校舎の改築などの処理に尽力した。1975年に定年退官、名誉教授となる。1973年8月と1976年8月には、東京芸術大学イタリア初期ルネッサンス壁画学術調査団団長として、アッシジのサン・フランチェスコ聖堂の調査研究に従事した。
日伊文化交流にも尽力し、戦後の日伊協会再発足に伴い、1950年同協会専務理事に就任。1976年12月には同協会副会長に就任。そのほか、平凡社、角川書店、学習研究社、小学館などの世界美術全集の編集委員、監修にもあたった。
1977年4月25日、肝臓がんのため死去。享年66。

## 著書
- サンドロ・ボッティチェルリ アトリエ社 1942
- イタリア美術史論集 平凡社 1979.7

共訳ほか
- バーナード・ベレンソン『ルネッサンスのイタリア画家』山田智三郎・吉川逸治・新規矩男と共訳、新潮社 1961
- アンドレ・シャステル『人類の美術 (12) イタリア・ルネッサンス 1460～1500』新潮社 1968。監修
- シャステル『人類の美術 (17) イタリア・ルネッサンスの大工房 1460～1500』新潮社 1969。監修

### 共編著
- 原色版美術ライブラリー 第7 ルネッサンス みすず書房 1955
- 世界美術全集 第30・31巻 西洋 ルネッサンス 角川書店 1961
- 世界美術大系 第6巻 ローマ美術 野上素一共編 講談社 1962
- 世界美術大系 第13巻 イタリア美術 講談社 1964
- 世界の文化 第6 イタリア 村川堅太郎共編 河出書房新社 1965
- 世界の美術館 第16 ウフィツィ美術館 講談社 1967
- 世界の文化史蹟 第14 ルネッサンスの都 講談社 1968
- ファブリ世界名画集 3 ボッティチェリ 平凡社 1969
- ファブリ世界名画集 5 ラファエロ 平凡社 1970
- 大系世界の美術 14 ルネサンス美術 2 イタリア16世紀 学習研究社 1972
- ファブリ世界名画集 66 マサッチョ 平凡社 1973
- フィレンツェの美術 全6巻 吉川逸治共編 小学館 1973-74
- 大系世界の美術 13 ルネサンス美術 1 イタリア15世紀 学習研究社 1973
- リッツォーリ版世界美術全集 1 ボッティチェルリ 集英社 1975
- リッツォーリ版世界美術全集 5 ラファエルロ 集英社 1975
- 世界美術全集 4 ボッティチエルリ 集英社 1976